# William Todd Lithgow
William Todd Lithgow (1854 – 7 giugno 1928) è stato un imprenditore britannico.
Divenne unico proprietario di una società di costruzioni navali estremamente di successo. Per buona parte del XX secolo il suo nome fu Lithgows, dato che fu ulteriormente sviluppata dai figli James (1883–1952) e Henry Lithgow (1886–1948) e dal nipote William Lithgow (nato nel 1934). Nel 1950 era la più grande azienda privata di cantieristica navale del mondo.

## Biografia
William Lithgow iniziò la sua vita lavorativa come apprendista tracciatore navale a Port Glasgow, sul fiume Clyde, quando questo era la più importante area per la cantieristica navale britannica.
Entrambi i genitori di Lithgow morirono prima che compisse 17 anni. Il padre vendeva filato di cotone e gli lasciò 1000 £ da investire nelle costruzioni navali. Nel 1874 divenne socio di Joseph Russell (c. 1834 – 1917), costruttore d'esperienza e socio di maggioranza della nuova Russell & Co. Anderson Rodger (c. 1843 – 1909) era il terzo socio. Il grosso dei loro affari fu la costruzione di grosse navi a vela in ferro per il trasporto lento a lungo raggio. Lithgow era il capo tracciatore-progettista e il suo lavoro fu fondamentale nella strategia di standardizzare la forma degli scafi e i componenti, per aumentare l'efficienza e il profitto del cantiere.
Mentre la società si espandeva in quella che sarebbe diventata la futura base, il Kingston Yard, Lithgow divenne sempre più ricco. Nel 1879 sposò Agnes Birkmyre, di una prominente famiglia locale di produttori di cordame e costruttori navali. Nel 1883 si trasferirono da Port Glasgow in una nuova grande casa, Drums, poche miglia più a monte, a Langbank. James nacque quell'anno e Henry nel 1886.
Le vendite erano aiutate dal fatto che la Russell & Co. si facesse carico di una porzione dell'investimento degli armatori nelle loro navi, e furono anche la prima compagnia britannica a costruire su specifiche. Dopo la costruzione di 34 navi, per un totale di più di 70000 t in un anno, Lithgow e i suoi soci vinsero nel 1890 il premio Nastro Blu per la maggiore produzione.
Anche se gli anni 80 del XIX secolo furono una decade operosa e piena di successi per Russell & Co., iniziarono però tensioni tra Lithgow e Rodger, che portarono alla dissoluzione della società. A Lithgow rimase il nome originale e il Kingston Yard. Russell, che aveva un'ottima opinione del collega più giovane, si offrì in aiuto ma Lithgow era ora l'unico proprietario dell'azienda.

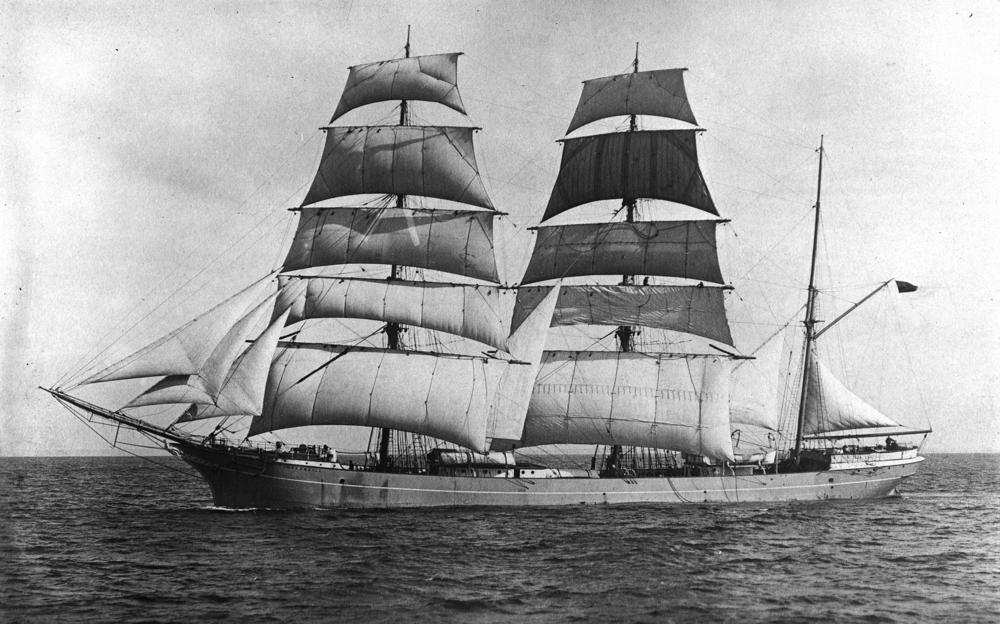
La Inverneill, in seguito ribattezzata Garthneill, fu varata il 28 maggio 1895 a Port Glasgow, con il numero di scafo 374.

Gli anni 90 videro un allontanamento dalla prima generazione di navi a vela verso piroscafi da carico e infatti l'ultima nave a vela del cantiere fu varata nel 1894. L'azienda continuò ad ingrandirsi e a prosperare e Lithgow consolidò la posizione della famiglia tramite investimenti in azioni e trasferendo denaro ai suoi figli. James iniziò come apprendista nel 1901, l'anno seguente Lithgow comprò una tenuta a Ormsary, nell'Argyll, e Henry iniziò il suo apprendistato nel 1905.
William Lithgow soffrì di una seria crisi di salute nel 1907 che portò Joseph Russell a tornare a lavorare per aiutare la nuova generazione di Lithgow, dato che la società portava ancora il suo nome. Lithgow morì nel 1908, avendo trasformato le iniziali 1000 £ in più di due milioni. La pubblicazione del suo testamento riportava la dicitura "costruttore di navi milionario", che portò al commento della stampa sull'enorme valore della sua azienda, ancora chiamata Russell & Company. Il nome fu cambiato solo nel 1918, quando la società divenne Lithgows Limited.

## Navi

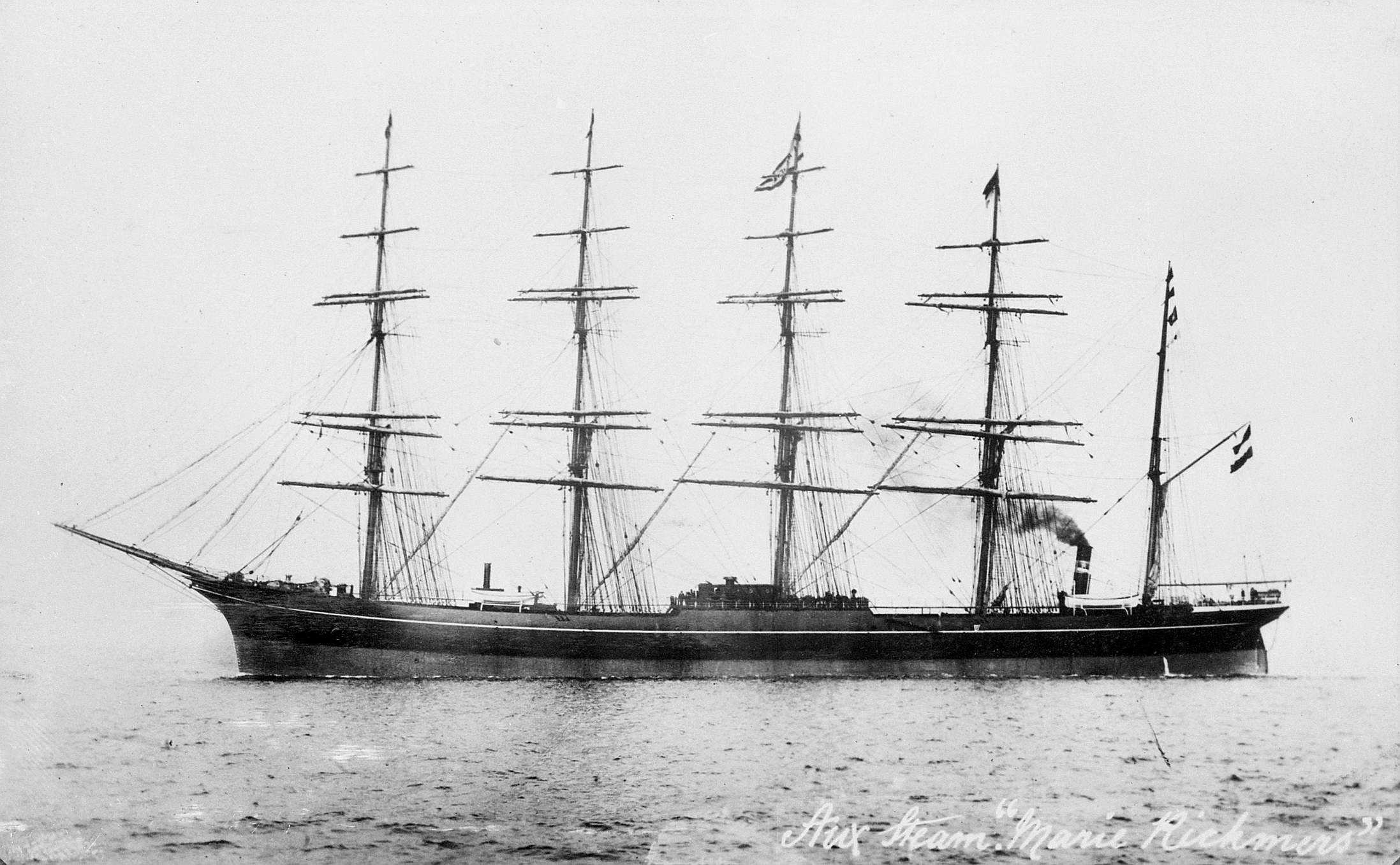
La Maria Rickmers, una delle prime navi a 5 alberi.

La nave più conosciuta della Russell & Co., la Falls of Clyde, fu una delle loro prime produzuioni, costruita nel 1878 come parte di una serie con nomi di cascate scozzesi per la Falls Line. Era un clipper britannico medio a quattro alberi, solidamente costruito con ossatura di travi di ferro a Z e un guscio di lastre di ferro a doppia rivettatura, ricevette un ottimo rating dagli assicuratori dei LLoyd's di Londra. Il suo viaggio inaugurale fu verso Karachi e molti dei primi viaggi furono verso parti dell'impero britannico. La Falls Line ebbe navi costruite da Russell & Co. chiamate con i nomi delle cascate di Bruar, Dee, Afton, Foyers, Earn, Garry, Halladale e per ultima la Falls of Ettrick, che fu varata nel 1894.
Nel 1891 il Kingston Yard vide il varo di una delle prime navi a cinque alberi del mondo, la Maria Rickmers, e nel 1901 Lithgow costruì il più grande quattro alberi galleggiante del tempo, una petroliera ordinata dalla Anglo-American Oil Company, la Brilliant.
La città di Dundee ha una collezione online di fotografie di navi a tre e quattro alberi costruite da Russell & Co. e fotografate ai magazzini di Dundee alla fine del XIX secolo. Attraverso queste immagini e il database delle navi costruite lungo il Clyde si può capire l'imponenza della rete commerciale e produttiva di Russell & Co.